# Swoboda (rejon chomutowski)
Swoboda (ros. Свобода) – osiedle typu wiejskiego w zachodniej Rosji, w sielsowiecie skoworodniewskim rejonu chomutowskiego w obwodzie kurskim.

## Geografia
Miejscowość położona jest w dorzeczu Swapy, 9 km od centrum administracyjnego sielsowietu skoworodniewskiego (Skoworodniewo), 30 km od centrum administracyjnego rejonu (Chomutowka), 85 km od Kurska.

## Historia
Do czasu reformy administracyjnej w roku 2010 osiedle Swoboda wchodziło w skład sielsowietu mieńszykowskiego, który w tymże roku został włączony w sielsowiet skoworodniewski.

## Demografia
W 2015 r. miejscowość zamieszkiwało 16 osób.